# Булгарі (Румунія)
Булгарі (рум. Bulgari) — село у повіті Селаж в Румунії. Входить до складу комуни Селециг.
Село розташоване на відстані 395 км на північний захід від Бухареста, 17 км на північ від Залеу, 70 км на північний захід від Клуж-Напоки.

## Населення
За даними перепису населення 2002 року у селі проживали 258 осіб, з них 256 осіб (99,2%) румунів. Рідною мовою 256 осіб (99,2%) назвали румунську.